# Simon Harris (Politiker)

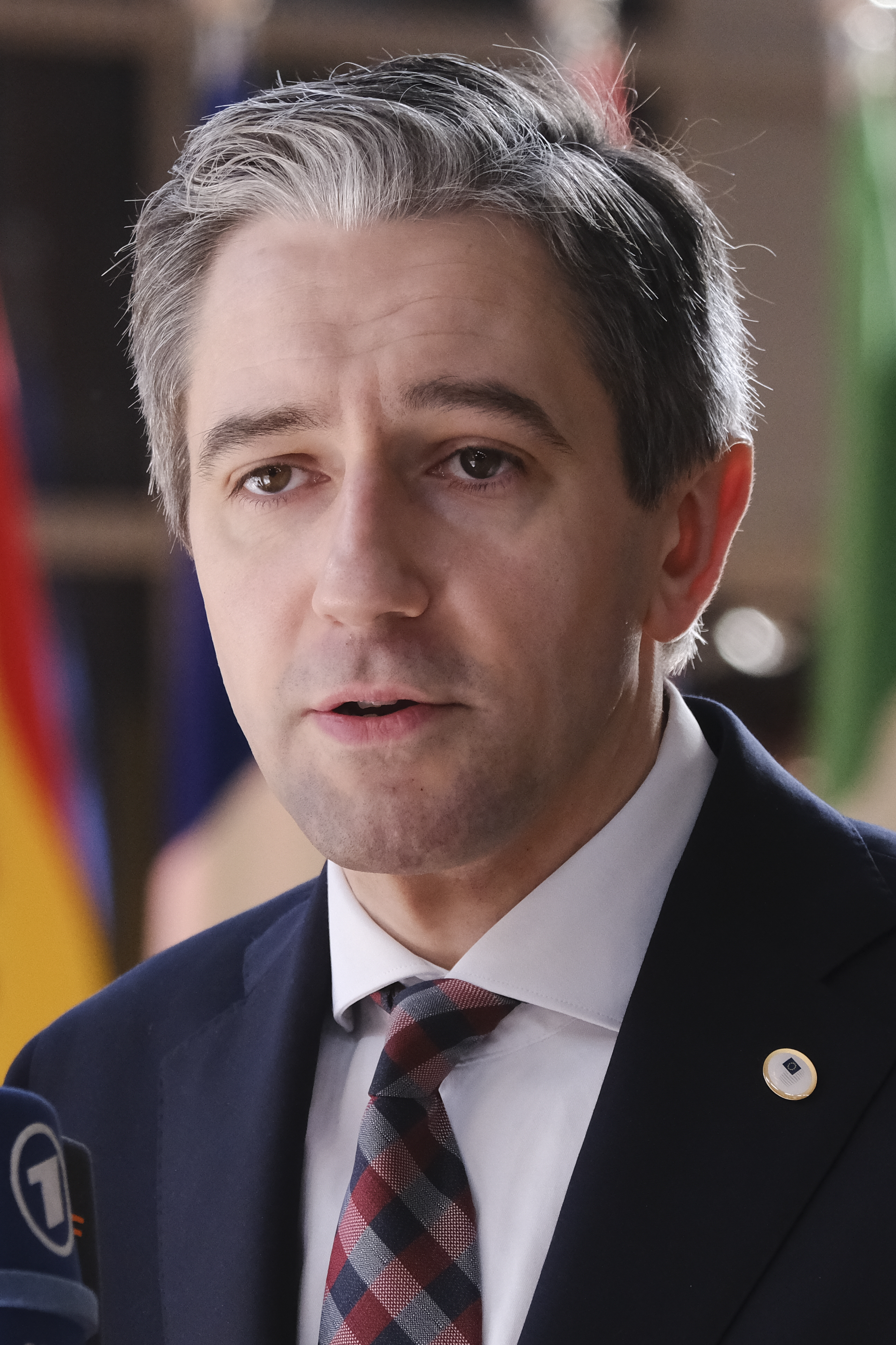
Simon Harris (2024)

Simon Harris (irisch Síomón Ó hEarchaí; * 17. Oktober 1986 in Greystones, Irland) ist ein irischer Politiker. Er gehört der Fine Gael an, deren Vorsitzender er seit März 2024 ist. Von April 2024 bis Januar 2025 war er Taoiseach (Regierungschef Irlands). Seit Januar 2025 ist er Tánaiste und Außenminister seines Landes.
2011 wurde Harris Abgeordneter (Teachta Dála) für den Wahlkreis Wicklow. Von 2014 bis 2016 war er Staatsminister im Finanzministerium in der Regierung des Premierministers Enda Kenny. Im Mai 2016 wurde er als Nachfolger von Leo Varadkar Gesundheitsminister im Minderheitskabinett von Enda Kenny. Im Juni 2020 wurde er Minister für Hochschulbildung, Forschung, Innovation und Wissenschaft im Kabinett Micheál Martin; dieses Amt behielt er in der Regierung Varadkar II bei. Vom 17. Dezember 2022 bis zum 1. Juni 2023 übte er das Amt des Justizministers in Vertretung für Helen McEntee aus, während diese in Elternzeit war.

## Leben
Harris wurde 1986 als ältestes von drei Kindern in Greystones im County Wicklow im Osten Irlands geboren. Er gründete mit 15 Jahren eine Organisation zur Hilfe von Familien mit an Autismus und ADHS leidenden Kindern, die Triple A Alliance – auch weil sein Bruder autistisch ist. Damit engagierte er sich in der Lokalpolitik, wobei er Politiker dazu aufforderte, sich mehr für barrierefreie Einrichtungen einzusetzen.
Harris studierte ein Jahr lang Journalismus und Französisch am Dublin Institute of Technology, bevor er sich nur noch auf seine politische Karriere konzentrierte. Er assistierte der Politikerin Frances Fitzgerald, die zu der Zeit Oppositionsführerin im Seanad Éireann war. Bei den Wahlen 2011 gewann er im Wahlkreis Wicklow einen der fünf Sitze für den Dáil Éireann. Als jüngster Vertreter (auch Baby of the Dáil genannt) wurde Harris von seiner Partei ausgewählt, in seiner ersten Rede Enda Kenny als Regierungschef zu nominieren. Im Jahr 2014 stieg er in der Regierung von Enda Kenny als Staatsminister für das Office of Public Works auf. Auch trat er in jenem Jahr bei den Wahlen zum EU-Parlament an, konnte aber keinen Sitz erringen. Zwei Jahre später folgte die Ernennung zum Gesundheitsminister Irlands, dem bis dahin jüngsten Inhaber dieses Amtes. Beim erfolgreichen Referendum zur Aufhebung des Abtreibungsverbots nahm er eine zentrale Rolle ein.

“Under the 8th amendment we said to women in crisis, take the boat or take the plane, today we say take our hand.”

„Unter dem achten Verfassungszusatz sagten wir zu Frauen in der Krise, nehmt das Schiff oder nehmt das Flugzeug; heute sagen wir: nehmt unsere Hand.“

Kurz darauf kam er jedoch in die Kritik, nachdem es zur Krise um die nationale Kampagne CervicalCheck kam. Dabei wurden Frauen, die sich einer Untersuchung zu einem Zervixkarzinom unterzogen hatten, falsche Diagnosen ausgestellt. Harris wurde für seinen Umgang mit der Krise kritisiert. Auch fand im Jahr 2019 ein Streik von Krankenpflegern statt. Nachdem er die Kosten für das in Dublin neu entstehende Kinderkrankenhaus nicht offenlegte, kam es zu einer Vertrauensabstimmung zu seiner Person. Diese konnte er zwar gewinnen, doch machte der Duldungspartner Fianna Fáil deutlich, sich nur enthalten zu haben, um den Duldungsvertrag zu bewahren. Bevor es zu einer weiteren Vertrauensabstimmung kommen konnte, brach die COVID-19-Pandemie aus. Während dieser konnte er wieder an Popularität gewinnen.
Nach den Wahlen 2020 wurde er in der Koalition mit Fianna Fáil und der Green Party in der Regierung Martin I zum Minister für höhere Bildung, Innovation und Forschung ernannt. Damit verlor er zwar an Aufmerksamkeit, konnte sich jedoch durch intensive  Medienarbeit weiter im Gespräch halten. Zeitweilig vertrat er die Justizministerin Helen McEntee während deren Elternzeit. Nachdem Leo Varadkar als Taoiseach zurückgetreten war, stellte er sich am Tag darauf als dessen Nachfolger zur Wahl. Da es keine Gegenkandidaten gab, wurde er am 24. März 2024 als Vorsitzender von Fine Gael ohne Wahl bestätigt und am 9. April 2024 vom irischen Parlament mit 88 zu 69 Stimmen zum bis dato jüngsten Premierminister in der Geschichte Irlands bestimmt. Er bildete die Regierung Harris.
Bei den Wahlen zum Dáil Éireann 2024 konnte Fine Gael nur noch die zweitmeisten Sitze im Dáil Éireann erringen. Harris wurde daraufhin am 23. Januar 2025 von Micheál Martin im Amt des Taoiseach abgelöst. In der Regierung Martin II wurde Harris zugleich Außen- und Verteidigungsminister. Auch ist vorgesehen, dass er im Jahr 2027 wieder die Rolle des Taoiseach übernehmen soll.

## Privates
Harris ist seit 2017 mit Caoimhe Wade verheiratet, mit der er einen Sohn und eine Tochter hat. Harris leidet an Morbus Crohn.